# Af Chapman (1803)
af Chapman, officiellt HM fregatt af Chapman, var en svensk örlogsfregatt med 44 kanoner (26 st 24-pundiga, 2 st 12-pundiga och 16 st. karronader), som byggdes i Karlskrona 1803 och sjösattes samma år efter konstruktion av Fredrik Henrik af Chapman. Hon såldes till Colombia 1825.
Längden var 159 fot, bredden 40 fot och dess djupgående 18 fot.